# Tamboara
Tamboara är en kommun i Brasilien.   Den ligger i delstaten Paraná, i den södra delen av landet, 900 km sydväst om huvudstaden Brasília. Antalet invånare är 4 664.
Omgivningarna runt Tamboara är huvudsakligen savann. Runt Tamboara är det ganska glesbefolkat, med 29 invånare per kvadratkilometer.